# Alex Kupprion
Alex Kupprion (ur. 12 lipca 1978 w Singen (Hohentwiel)) – niemiecki snowboardzista. Zajął 36. miejsce w snowcrossie na igrzyskach olimpijskich w Turynie. Nie startował na mistrzostwach świata w snowboardzie. Najlepsze wyniki w Pucharze Świata w snowboardzie osiągnął w sezonie 2003/2004, kiedy to zajął 13. miejsce w klasyfikacji snowcrossu.
W 2006 r. zakończył karierę.

## Sukcesy

### Igrzyska olimpijskie
| Miejsce | Dzień     | Rok  | Miejscowość | Konkurencja    | Zwycięzca    |
| ------- | --------- | ---- | ----------- | -------------- | ------------ |
| 36.     | 14 lutego | 2006 | Turyn       | Snowboardcross | Seth Wescott |

### Puchar Świata

#### Miejsca w klasyfikacji generalnej
- 2002/2003 - -
- 2003/2004 - -
- 2004/2005 - -
- 2005/2006 - 111.

#### Miejsca na podium
1. Arosa – 17 stycznia 2004 (Snowcross) - 3. miejsce